# Wilhelminadorp (Best)
Wilhelminadorp is een wijk in de Noord-Brabantse plaats Best.

## Geschiedenis
Deze wijk is gelegen tussen het Wilhelminakanaal en Batadorp in het zuiden, en de wijk Naastenbest en het centrum van best in het noorden. In het oosten vindt men een bedrijventerrein en in het westen de wijk Heuveleind.
Toen deze wijk werd ontwikkeld bestond enkel Batadorp dat volkomen geïsoleerd aan de overzijde van het kanaal was gelegen.  Verder bestond het centrum van Best, maar het bedrijventerrein en de overige wijken zouden pas later gebouwd worden. Er was voorzien in een nieuw kerkdorp. In 1941 begon men met de bouw en ook kwam er een nieuwe parochie. In 1945 kwamen de eerste woningen tot stand maar pas vanaf 1947 werden er enkele honderden woningen gebouwd. Ook kwam er een brug over het Wilhelminakanaal die het nieuwe Wilhelminadorp met Batadorp verbond.
Pas in 1948 werd de naam Wilhelminadorp vastgesteld. In 1948 kwam er een noodkerk en in 1950 werd de Sint-Antonius van Paduakerk in gebruik genomen. Ook was er een basisschool: de Sint-Jozefschool.
Er kwamen ook een aantal winkels en een café. In 1949 opende de eerste. In 1955 kwam de Pius X-school in Wilhelminadorp. Toen in 1960 ook de Mariaschool werd geopend werd Pius X een jongensschool en de Mariaschool een meisjesschool. Ook kwam er de -protestantse- Wilhelminaschool.
Vanaf 1961 werd Werd nog Wilhelminadorp II aangelegd, bestaande uit een aantal straten ten oosten van Wilhelimadorp.
Centraal in de wijk ligt het Wilhelminaplein, waaraan zich ook de kerk bevindt. Verder is er het Wilhelminapark.
De wijk lag betrekkelijk geïsoleerd totdat in de jaren '60 van de 20e eeuw de wijk Naastenbest werd gebouwd, waardoor Wilhelminadorp aan Best werd vastgebouwd.